# Murlavfly
Murlavfly, Nyctobrya muralis är en fjärilsart som beskrevs av Johann Reinhold Forster 1771. Enligt Dyntaxa ingår Murlavfly i släktet Nyctobrya men enligt Catalogue of Life är tillhörigheten istället släktet Cryphia. Enligt båda källorna tillhör Murlavfly familjen nattflyn, Noctuidae. Arten förekommer tillfälligt i Sverige, men reproducerar sig inte. Tre underarter finns listade i Catalogue of Life, Cryphia muralis amasina Draudt, 1931, Cryphia muralis obscurior Wolfsberger, 1969 och Cryphia muralis westroppi Cockayne & Williams, 1956.

## Bildgalleri

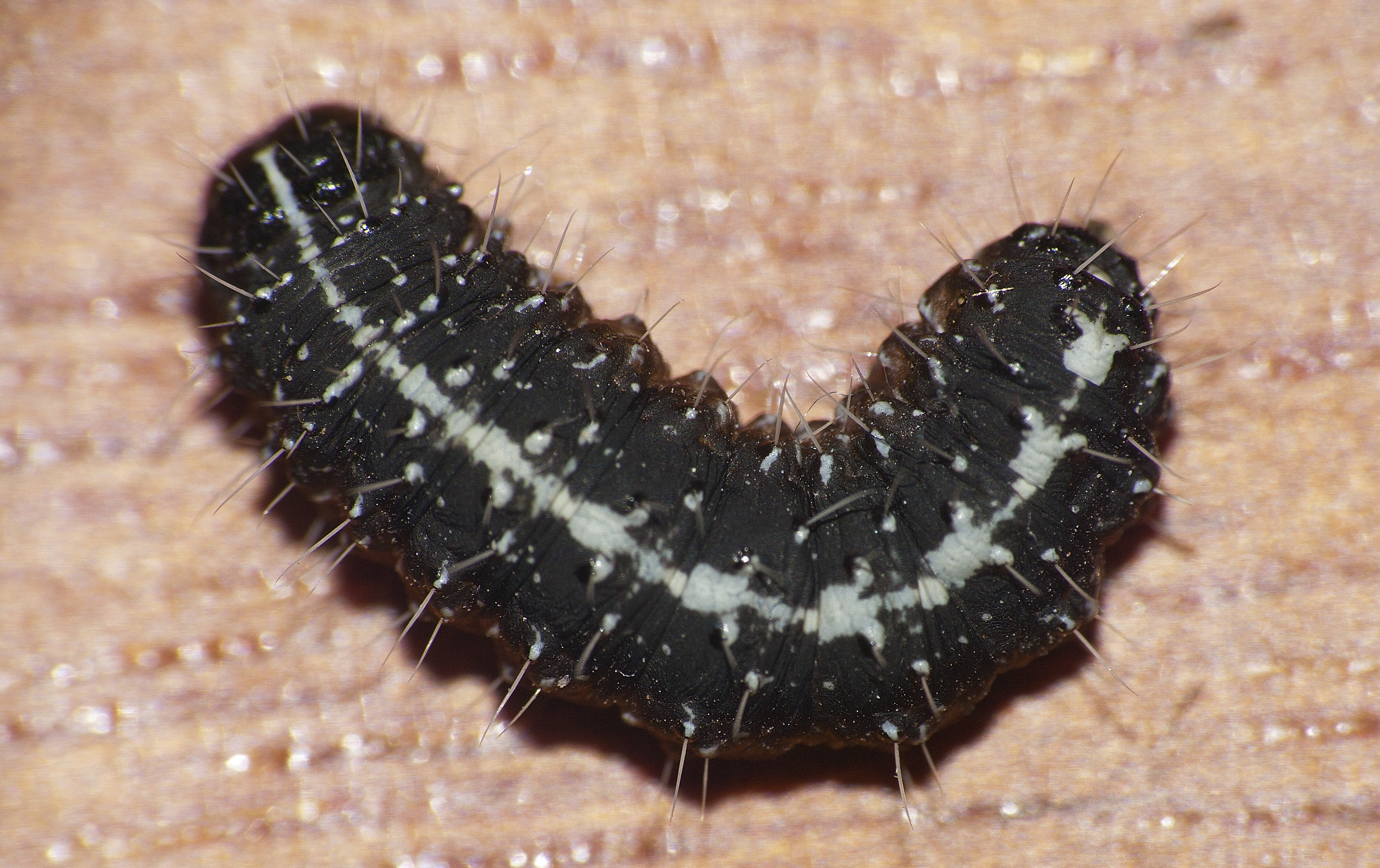
Fjärilens larv
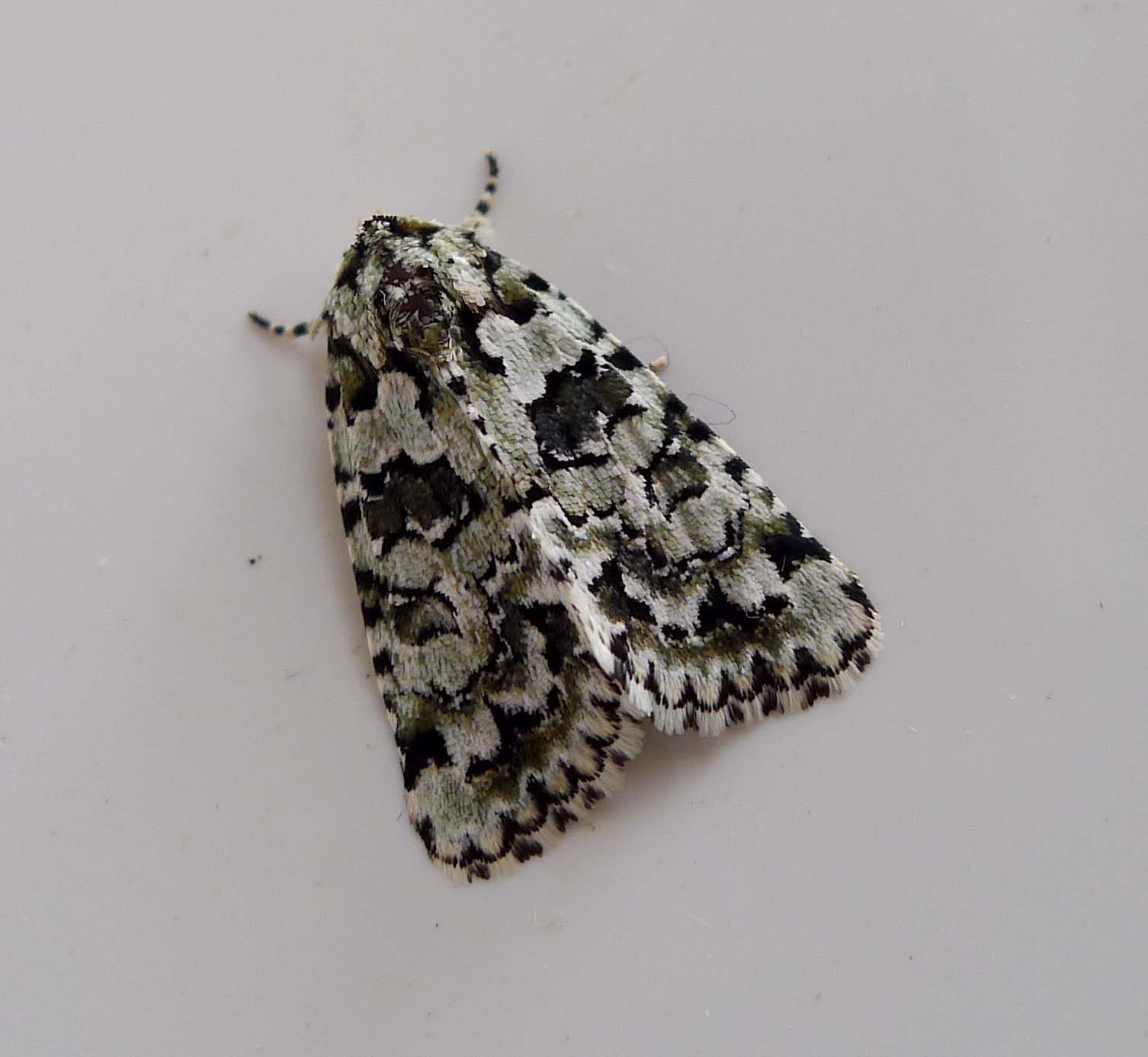
Imago fjäril
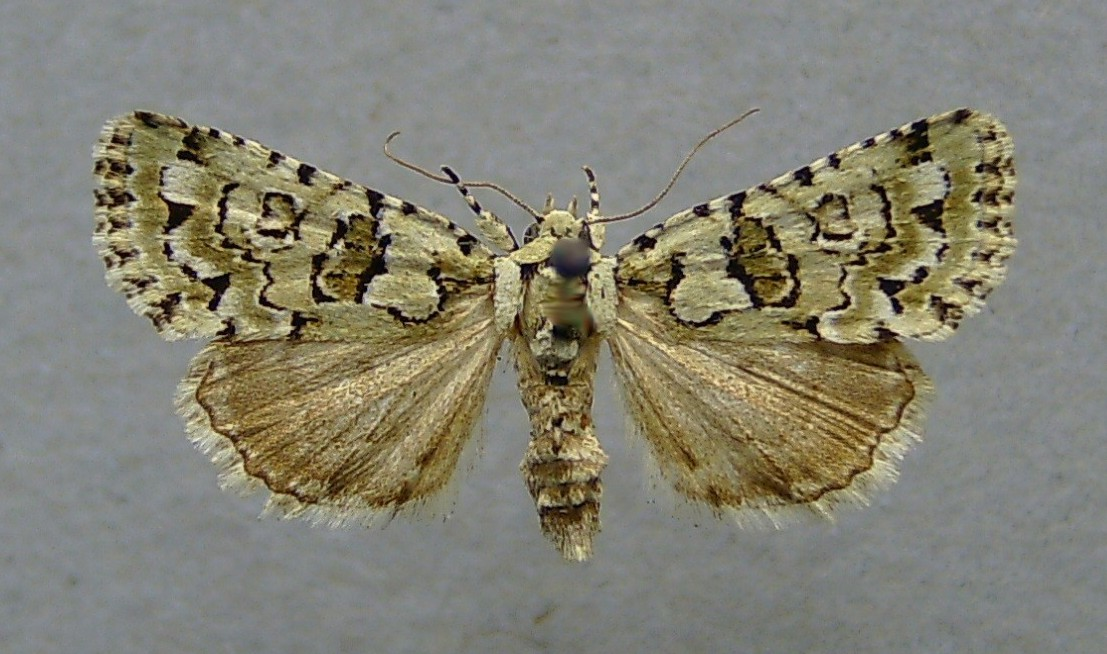
Preparerad (uppnålad) imago fjäril